# Power Tale
Power Tale — украинская рок-группа, играющая в стилях рок-опера, пауэр-метал, хеви-метал. Коллектив образован в конце 2013 года.

## История
Группа была создана в конце 2013 года в городе Луганск. Изначально коллектив взял курс на создание метал-оперы по циклу Александра Волкова об Изумрудном городе.
В 2014 году участники коллектива были вынуждены покинуть родной город.
В 2015 году Дмитрий Улубабов и Евгений Бурым покидают группу, с записью метал-оперы помогает Андрей Атанов (гитара).
 С этого же года и по сей день постоянным местом дислокации Power Tale является город Харьков, запись происходит удалённо в нескольких городах Украины и России. Также запущен краудфандинг-проект по сбору средств на запись метал-оперы на портале Planeta, по итогу которого удалось собрать 116 300 рублей.
21 марта 2016 года на лейбле SoundAge вышла первая в истории Украины метал-опера «Урфин Джюс и его деревянные солдаты». В записи приняли участие приглашённые музыканты и хор. 
За основу сюжета оперы взята повесть Александра Волкова, однако сюжет в ряде мест претерпел существенные изменения: некоторые герои получили кардинально новые черты характера, а события куда больший размах. 
Сюжет оригинальной повести был несколько видоизменён, так, например, в опере отсутствует главная героиня повести — девочка Элли, её пёс Тотошка и Храбрый Лев, а часть сюжета закручена вокруг любовной связи Урфина и Стеллы.
В конце 2016 года Андрей Атанов вынужден покинуть коллектив по причине географической удалённости от дислокации Power Tale.
В начале 2017 года Станислав Осычнюк знакомится с гитаристом Романом Антоненковым, начинаются репетиции и работа над новой метал-оперой «Огненный Бог Марранов».
В октябре 2018 года был запущен второй краудфандинг-проект по сбору средств на запись метал-оперы «Огненный Бог Марранов» на портале Planeta, на этот раз удалось собрать 341 801 р. из заявленных 250 000 р.
В апреле 2018 года на лейбле SoundAge выходит концептуальный альбом «Семь Подземных королей», в основу которого легли четыре песни, по разным причинам не вошедшие в будущую оперу коллектива, и кавер-версии песен из советских кинофильмов «Не покидай…» и «Гардемарины, вперёд!», а также кавер-версия ранее неизданной песни группы «Мастер» «S.O.S.».
Лишь две песни на этом альбоме объединены сюжетом, это «Злая» и «Я и Ты», данная связка повествует про историю Железного Дровосека, показывая развитие событий с разных сторон — Волшебницы Стеллы (песня «Злая») и Железного Дровосека («Я и Ты»).
В августе 2018 года вышел сингл группы из будущей метал-оперы «Огненный Бог Марранов» под названием «Мир на весах».
18 января 2019 года вышло красочное Lyric video с новой песней «Гаснет пламя».
21 мая 2019 года выходит долгожданный альбом "Огненный Бог Марранов"на двойном CD с 19 композициями на более чем 1,5 часа прослушивания. Над работой было задействовано более 30 человек. Альбом был тепло встречен не только у себя на родине, но и в других странах мира.
7 мая 2021 года вышел сингл с песней «Алиса спит», написанной по мотивам книги «Алиса в Стране чудес» Льюиса Кэрролла.

## Состав

### Нынешний состав
- Станислав Осычнюк — бас-гитара, вокал, аранжировки, автор (с момента основания)
- Александр Гмыря — гитара (с 2017)
- Роман Антоненков — гитара (с 2017)
- Валентин Керро — ударные (с 2017)
- Сергей Брыков — вокал (с 2017)
- Дмитрий Ленковский — вокал (с 2016)
- Вероника Завьялова — вокал (с 2018)
- Сергей Сорокин — вокал (с 2019)
- Станислав Прошкин — вокал (с 2019)

### Бывшие участники
- Дмитрий Улубабов — гитара (2013—2014)
- Евгений Бурым — ударные (2013—2014)
- Андрей Атанов — гитара (2014—2016)

### Сессионные музыканты
- Денис Мащенко — ударные (2015)
- Romeo Stranger — гитара (с 2015)

### Вокалисты
| Участник               | Роль              | Релиз                               |
| ---------------------- | ----------------- | ----------------------------------- |
| Дмитрий Ленковский     | Карфакс           | Урфин Джюс и его деревянные солдаты |
| Денис Гуженко          | Страшила Мудрый   | Урфин Джюс и его деревянные солдаты |
| Иван Ворон             | Чарли Блэк        | Урфин Джюс и его деревянные солдаты |
| Анатолий Щедров        | Урфин Джюс        | Урфин Джюс и его деревянные солдаты |
| Антон Афенди           | Дин Гиор          | Урфин Джюс и его деревянные солдаты |
| Артём Копылов          | Железный дровосек | Урфин Джюс и его деревянные солдаты |
| Вероника Семагина      | Стелла            | Урфин Джюс и его деревянные солдаты |
| Станислав Осычнюк      | Гуамоколатокинт   | Урфин Джюс и его деревянные солдаты |
| Николай Барбуцкий      | Хормейстер        | Урфин Джюс и его деревянные солдаты |
| Вероника Барбуцкая     | Стелла            | Семь подземных королей              |
| Елфимов, Пётр Петрович | Железный дровосек | Семь подземных королей              |
| Валерия Полищук        | Бастинда          | Семь подземных королей              |
| Вероника Завьялова     | Стелла            | Огненный Бог Марранов               |
| Иван Жерновков         | Торм              | Огненный Бог Марранов               |
| Николай Барбуцкий      | Травник Клем      | Огненный Бог Марранов               |
| Сергей Брыков          | Охотник Харт      | Огненный Бог Марранов               |
| Анатолий Щедров        | Урфин Джюс        | Огненный Бог Марранов               |
| Денис Гуженко          | Страшила          | Огненный Бог Марранов               |
| Иван Ворон             | Чарли Блек        | Огненный Бог Марранов               |
| Дмитрий Ленковский     | Карфакс           | Огненный Бог Марранов               |
| Ксения Побужанская     | Танжери           | Огненный Бог Марранов               |
| Станислав Осычнюк      | Гуамоколатокинт   | Огненный Бог Марранов               |

## Дискография
| Название                                          | Год выпуска    |
| ------------------------------------------------- | -------------- |
| Урфин Джюс и его деревянные солдаты (метал-опера) | 19 марта 2016  |
| Семь подземных королей (концептуальный альбом)    | 26 марта 2018  |
| Мир на весах (сингл)                              | 29 июля 2018   |
| Гаснет пламя (сингл)                              | 18 января 2019 |
| Огненный Бог Марранов (метал-опера)               | 21 мая 2019    |
| Алиса спит (сингл)                                | 7 мая 2021     |